# Британски късометражни филми от 1895 година
През 1895 година във Великобритания са заснети множество късометражни филми от пионерите в местната кинематография Бърт Ейкрис, Хенри Шорт и Робърт Уилям Пол, макар основите на филмовото изкуство там да са положени години по-рано от Луи Льо Принс. Тази статия е кратка ретроспекция на тези филми, които в по-голямата си част са документални и представят актуални събития от обществено-политическия живот.

## „Ваксаджия по време на работа на лондонска улица“
„Ваксаджия по време на работа на лондонска улица“ (на английски: Shoeblack at Work in a London Street) е късометражен ням филм от 1895 година на продуцента Робърт Уилям Пол, заснет от режисьора Бърт Ейкрис.

## „Венеция: Мостът Риалто“
„Венеция: Мостът Риалто“ (на английски: Venice: The Rialto Bridge) е късометражен документален ням филм от 1895 година, заснет от операторите Бърт Ейкрис и Хенри Шорт.

## „Военен парад“
„Военен парад“ (на немски: Krieger-Parade) е късометражен документален ням филм от 1895 година, заснет от операторите Бърт Ейкрис и Хенри Шорт. Оригиналното британско название на филма не е известно в наши дни.

## „Екскурзионен кораб влиза в Балтийския канал, Хамбург“
„Екскурзионен кораб влиза в Балтийския канал, Хамбург“ (на английски: Suvier Entering the Baltic Canal, Hamburg) е късометражен документален ням филм от 1895 година, заснет от операторите Бърт Ейкрис и Хенри Шорт.

## „Закриваща церемония по откриването на канала от император Вилхелм“
„Закриваща церемония по откриването на канала от император Вилхелм“ (на немски: Schlusssteinlegung des Kaiser Wilhelm Kanals) е късометражен документален ням филм от 1895 година, заснет от операторите Бърт Ейкрис и Хенри Шорт. Оригиналното британско название на филма не е известно в наши дни.

## „Ковач и машини по време на работа“
„Ковач и машини по време на работа“ (на английски: Smith and Machinery at Work) е късометражен документален ням филм от 1895 година на продуцента Робърт Уилям Пол, заснет от режисьора Бърт Ейкрис.

## „Ниагара Фолс: Близо до водопада“
„Ниагара Фолс: Близо до водопада“ (на английски: Niagara Falls: Close to the Waterfall) е късометражен документален ням филм от 1895 година, заснет от оператора Бърт Ейкрис.

## „Ниагара Фолс: Големият водовъртеж“
„Ниагара Фолс: Големият водовъртеж“ (на английски: Niagara Falls: The Great Whirlpool е късометражен документален ням филм от 1895 година, заснет от оператора Бърт Ейкрис.

## „Ниагара Фолс през зимата: Водопадът“
„Ниагара Фолс през зимата: Водопадът“ (на английски: Niagara Falls in Winter: The Waterfall) е късометражен документален ням филм от 1895 година, заснет от оператора Бърт Ейкрис.

## „Парад на ветераните от германо-френската война“
„Парад на ветераните от германо-френската война“ (на немски: Parade der Veteranen des deutsch-franz Krieges) е късометражен документален ням филм от 1895 година, заснет от операторите Бърт Ейкрис и Хенри Шорт. Оригиналното британско название на филма не е известно в наши дни.

## „Параход под звуците на Лонг Айлънд“
„Параход под звуците на Лонг Айлънд“ (на английски: Steamer on Long Island Sound) е късометражен документален ням филм от 1895 година, заснет от оператора Бърт Ейкрис.

## "Параходът „Ню Йорк“ в дока"
"Параходът „Ню Йорк“ в дока" (на английски: Steamer 'New York' in Dock) е късометражен документален ням филм, заснет през 1895 година от оператора Бърт Ейкрис.

## „Парна яхта на входа на канала“
„Парна яхта на входа на канала“ (на английски: Steam Yacht at the Canal Entrance) е късометражен документален ням филм от 1895 година, заснет от операторите Бърт Ейкрис и Хенри Шорт.

## „Полагането на първия камък на мемориала на император Вилхелм“
„Полагането на първия камък на мемориала на император Вилхелм“ (на английски: Laying the First Stone on Kaiser Wilhelm's Memorial) е късометражен документален ням филм от 1895 година, заснет от операторите Бърт Ейкрис и Хенри Шорт. В него е показан германският император Вилнелм II.

## „Том Мери, светкавичен карикатурист“
„Том Мери, светкавичен карикатурист“ (на английски: Tom Merry, Lightning Cartoonist) е късометражен ням филм от 1895 година на продуцента Робърт Уилям Пол, заснет от режисьора Бърт Ейкрис. Във филма участва Том Мери, който прави скречове на германския император Вилхелм II.

## „Том Мери, светкавичен карикатурист II“
„Том Мери, светкавичен карикатурист II“ (на английски: Tom Merry, Lightning Cartoonist II) е късометражен ням филм на продуцента Робърт Уилям Пол, заснет от режисьора Бърт Ейкрис. Във филма участва Том Мери, който прави скречове на Ото фон Бисмарк. Премиерата му се състои през декември 1895 година.

## „Улична сцена през зимата в Монреал, Канада“
„Улична сцена през зимата в Монреал, Канада“ (на английски: Street Scene in Winter in Montreal, Canada) е късометражен документален ням филм, заснет през 1895 година от оператора Бърт Ейкрис.